# Función constante

Gráfica de una función lineal

En matemática se llama función constante a aquella función matemática que toma el mismo valor para cualquier variable independiente. Se la representa de la forma:
{\displaystyle f(x)=c\,}

## Funciones reales de una variable real
Como se puede ver es una recta horizontal en el plano cartesiano, en la gráfica la hemos representado en el plano, pero, como se puede ver la función no depende de x, si hacemos: 
{\displaystyle y=f(x)\,}
en tanto el 0 no existe en las matemáticas 
tenemos:
{\displaystyle y=c\,}
donde c tiene un valor constante, en la gráfica tenemos representadas:
{\displaystyle y=8\,}
{\displaystyle y=4,2\,}
{\displaystyle y=-3,6\,}
Como la variable dependiente y no depende de x tenemos que:
{\displaystyle {\frac {dy}{dx}}=0}
la variación de y respecto a x es cero.
La integral de la función constante:
{\displaystyle y=c\,}
es:
{\displaystyle Y=\int _{a}^{b}c\,dx\;\rightarrow \quad Y=c\;\int _{a}^{b}dx\;\rightarrow \quad Y=c\;x{\Big ]}_{a}^{b}\;\rightarrow \quad Y=c\;(b-a)}

## La función constante como un polinomio en x
Si un polinomio general, que tiene la forma:
{\displaystyle f(x)=\sum _{i=0}^{n}a_{i}x^{i}.}
una función constante cumple esta expresión con n= 0, es un polinomio de grado 0,
{\displaystyle f(x)=\sum _{i=0}^{0}a_{i}x^{i}.}
que es lo mismo que:
{\displaystyle f(x)=ax^{0}=a\,}
que corresponde al término independiente del polinomio.